# Steganoporella punctata
Espèce
Steganoporella punctata est une espèce marine éteinte de bryozoaires (Ectoprocta) appartenant à la famille des Steginoporellidae.
Ses fossiles sont connus, entre autres, dans les sédiments de la mer des faluns de Touraine et d'Anjou, en France, datés du Miocène moyen,.

## Publication originale
- Ferdinand Canu et Georges Lecointre, « Les Bryozoaires du Néogène de l'Ouest de la France et leur signification stratigraphique et paléobiologique », Mémoires du Muséum national d'histoire naturelle, c, vol. 6,‎ 1927, p. 1-436 (ISSN 1243-4442).